# Wereldkampioenschap schaatsen allround kwalificatie 2001 (Noord-Amerika & Oceanië)
De derde editie van de Continentale kampioenschappen schaatsen voor Noord-Amerika & Oceanië werden gehouden op 12, 13 en 14 januari 2001 gehouden in de Pettit National Ice Center te Milwaukee, Verenigde Staten.
Vanaf de editie van 1999 was het aantal deelnemers aan het WK Allround door de ISU op 24 deelnemers vastgesteld. De startplaatsen werd voortaan per continent verdeeld. Voor Europa werd het EK allround tevens het kwalificatietoernooi voor het WK allround. Voor Azië en Noord-Amerika & Oceanië waren er door de ISU in 1999 speciaal kwalificatietoernooien voor georganiseerd.
In 2001 namen er uit Noord-Amerika zeven mannen en zes vrouwen deel aan het WK allround.
| vrijdag 12 januari                                   | zaterdag 13 januari                                     | zondag 14 januari                      |
| ---------------------------------------------------- | ------------------------------------------------------- | -------------------------------------- |
| 500 meter vrouwen 500 meter mannen 5000 meter mannen | 1500 meter vrouwen 1500 meter mannen 3000 meter vrouwen | 5000 meter vrouwen 10.000 meter mannen |

## Mannentoernooi
Er namen twaalf mannen aan deze derde editie mee. Zes uit Canada en zes uit de Verenigde Staten. De Amerikaan Derek Parra werd de tweede winnaar van dit "Continentaal Kampioenschap". De top zeven van dit klassement nam ook deel aan het WK Allround waar Dustin Molicki op de vijfde plaats de hoogst geklasseerde Noord-Amerikaan werd.

### Eindklassement
| Rang   | Schaatser       | Land             | Punten  | 500m       | 5000m        | 1500m        | 10.000m       |
| ------ | --------------- | ---------------- | ------- | ---------- | ------------ | ------------ | ------------- |
| Goud   | Derek Parra     | Verenigde Staten | 157,301 | 36,99 (1)  | 6.44,02 (2)  | 1.51,40 (1)  | 14.15,53 (1)  |
| Zilver | KC Boutiette    | Verenigde Staten | 158,512 | 37,20 (2)  | 6.45,82 (3)  | 1.52,89 (6)  | 14.22,00 (3)  |
| Brons  | Dustin Molicki  | Canada           | 158,802 | 38,11 (8)  | 6.43,19 (1)  | 1.52,43 (2)  | 14.17,94 (2)  |
| 4      | Kevin Marshall  | Canada           | 159,052 | 37,32 (4)  | 6.48,48 (4)  | 1.52,52 (3)  | 14.27,57 (6)  |
| 5      | Chris Callis    | Verenigde Staten | 160,223 | 37,58 (5)  | 6.53,82 (8)  | 1.52,82 (5)  | 14.33,10 (8)  |
| 6      | Mark Knoll      | Canada           | 160,432 | 38,07 (7)  | 6.51,58 (5)  | 1.53,51 (7)  | 14.27,37 (5)  |
| 7      | JP Shilling     | Verenigde Staten | 160,696 | 37,29 (3)  | 6.58,98 (11) | 1.52,61 (4)  | 14.39,45 (9)  |
| 8      | Jondon Trevena  | Verenigde Staten | 160,748 | 38,27 (9)  | 6.53,08 (7)  | 1.53,97 (8)  | 14.23,60 (4)  |
| 9      | Jason Hedstrand | Verenigde Staten | 162,329 | 39,29 (12) | 6.53,03 (6)  | 1.54,89 (11) | 14.28,81 (7)  |
| 10     | Jamie Ivey      | Canada           | 162,449 | 38,00 (6)  | 6.58,58 (10) | 1.54,81 (10) | 14.46,42 (10) |
| 11     | Philippe Marois | Canada           | 164,125 | 38,80 (11) | 6.59,10 (12) | 1.54,96 (12) | 15.01,90 (11) |
| -      | Steven Elm      | Canada           | 118,082 | 38,46 (10) | 6.54,99 (9)  | 1.54,37 (9)  | ns            |

## Vrouwentoernooi
Er namen twaalf vrouwen aan deze editie mee. Zes uit Canada en zes uit de Verenigde Staten. De Amerikaanse Jennifer Rodriguez werd voor de tweede keer winnares van dit "Continentaal Kampioenschap". De top zes van dit klassement nam ook deel aan het WK Allround waar Cindy Klassen op de vierde plaats de hoogst geklasseerde Noord-Amerikaanse werd.

### Eindklassement
| Rang   | Schaatsster        | Land             | Punten  | 500m       | 1500m          | 3000m        | 5000m          |
| ------ | ------------------ | ---------------- | ------- | ---------- | -------------- | ------------ | -------------- |
| Goud   | Jennifer Rodriguez | Verenigde Staten | 168,191 | 39,66 (1)  | 2.00,79 (1)    | 4.15,71 (1)  | 7.36,50 (3)    |
| Zilver | Cindy Klassen      | Canada           | 170,690 | 40,03 (2)  | 2.03,09 (2)    | 4.22,49 (3)  | 7.38,82 (4)    |
| Brons  | Kristina Groves    | Canada           | 172,763 | 42,62 (9)  | 2.04,77 (3)    | 4.20,45 (2)  | 7.31,45 (1)    |
| 4      | Tara Risling       | Canada           | 174,614 | 42,28 (6)  | 2.06,41 (6)    | 4.24,71 (7)  | 7.40,80 (5)    |
| 5      | Nicole Slot        | Canada           | 174,789 | 43,03 (10) | 2.07,37 (7)    | 4.23,14 (4)  | 7.34,47 (2)    |
| 6      | Ann Driscoll       | Verenigde Staten | 175,592 | 40,99 (3)  | 2.06,03 (4)    | 4.30,71 (8)  | 7.54,74 (9)    |
| 7      | Catherine Raney    | Verenigde Staten | 176,372 | 43,59 (11) | 2.08,38 (8)    | 4.23,17 (5)  | 7.41,28 (6)    |
| 8      | Selina Elm         | Canada           | 177,508 | 42,28 (6)  | 2.08,81 (9)    | 4.31,57 (10) | 7.50,31 (8)    |
| 9      | Cindy Overland     | Canada           | 179,307 | 41,04 (4)  | 2.24,67 * (12) | 4.23,19 (6)  | 7.41,79 (7)    |
| 10     | Sarah Elliott      | Verenigde Staten | 179,583 | 42,27 (5)  | 2.06,39 (5)    | 4.31,16 (9)  | 8.19,90 * (12) |
| 11     | Shana Sundstrom    | Verenigde Staten | 180,416 | 42,48 (8)  | 2.10,73 (10)   | 4.36,22 (11) | 8.03,24 (10)   |
| 12     | Jackie Linell      | Verenigde Staten | 186.416 | 43,94 (12) | 2.16,82 (11)   | 4.45,28 (12) | 8.13,24 (11)   |

(* = gevallen)